# Żaby (województwo mazowieckie)
Żaby – wieś sołecka w Polsce położona w województwie mazowieckim, w powiecie grodziskim, w gminie Baranów.
W historii było rządzone przez rodzinę Nowakowskich.
W latach 1975–1998 miejscowość należała administracyjnie do województwa skierniewickiego.